# Horneophytopsida

Reconstrução de Horneophyton lignieri.

Horneophytopsida é um grupo de plantas extintas, considerado como tendo o nível taxonómico de classe, que agrupa um conjunto de espécies conhecidas apenas do registo fóssil. Também frequentemente referidas por horneófitas, eram plantas ramificadas e sem folhas que viveram entre o Silúrico tardio e o Devoniano inferior, há aproximadamente 430 a 390 milhões de anos. Anteriormente este grupo foi incluído entre as Rhyniophyta, mas presentemente considera-se que estas plantas desenvolveram ramificações no esporófito, característica que terá precedido o desenvolvimento do verdadeiro tecido vascular (protraqueófitas).

## Descrição
A classe Horneophytopsida agrupa plantas extintas de formato ramificada, sem folhas, raízes verdadeiras ou tecido vascular, encontradas em depósitos datados entre o Siluriano tardio e o Devoniano precoce (há cerca de 430 a 390 milhões de anos).
Estas plantas são mais simples conhecidas do grupo Polysporangiomorpha, ou seja plantas com esporófitos que possuem muitos órgãos formadores de esporos (esporângio) em caules ramificados.
O grupo foi anteriormente classificado entre os Rhyniophytas, mas foi descoberto mais tarde que alguns dos membros originais do grupo tinha tecido vascular simples e as outras não.
Em 2004, foi um cladograma para os Polysporangiomorpha em que o Horneophytopsida são mostrados como o grupo irmão de todos os outros poliesporangiófitos. Um outro grupo, atribuído ao género fóssil Aglaophyton, também é colocado fora do clado das traqueófitas, uma vez que não apresentam tecido vascular verdadeiro (em particular não apresentam traqueídos), embora o tecido condutor seja mais complexo do que o dos membros do grupo Horneophytopsida.
Na sua presente circunscrição taxonómica, a classe inclui os géneros Tortilicaulis, Caia e Horneophyton, sendo este último o género mais conhecido. 

## Sistemática e filogenia
Na sua presente circunscrição taxonómica o grupo pode ser classificado da seguinte forma:
- Filo Horneophyta[6][7]
  - Classe Horneophytopsida Němejc 1960 [Horneophytidae Němejc 1963; Langiophytopsida Doweld 2001]
    - Ordem Horneophytales Němejc 1960 [Langiophytales Doweld 2001]
      - Família Horneophytaceae Němejc 1960 [Horneophytaceae Koidzumi 1939 nomen novum; Langiophytaceae Doweld 2001; Horneaceae Hirmer 1927; Pectinophytaceae Ananiev 1963]
        - Género ?†Emphanisporites McGregor 1961 [form taxa- spores]
        - Género ?†Salopella Edwards & Richardson 1974 [form taxa- stem; axis]
        - Género ?†Tarrantia Fanning, Edwards & Richardson 1992 [form taxa- stem with sporangia]
        - Género †Tortilicaulis Edwards 1979
        - Género †Caia Fanning, Edwards & Richardson 1990
        - Género †Horneophyton Barghoorn & Darrah 1938 [Hornea Kidston & Lang 1920 non Baker 1877; Langiophyton Remy et Hass 1991 form taxa- gametófito feminino]

A filogenia do grupo, com ênfase no agrupamento Horneophytopsida (cladograma parcial com base na obra de Crane, Herendeen & Friis 2004):

|  | Aglaophyton  |
|  |              |
|  | Tracheophyta |
|  |              |

|  | Tortilicaulis                                         |
|  |                                                       |
|  | \| \| Caia \| \| \| \| \| \| Horneophyton \| \| \| \| |
|  |                                                       |
|  | Caia                                                  |
|  |                                                       |
|  | Horneophyton                                          |
|  |                                                       |

|  | Caia         |
|  |              |
|  | Horneophyton |
|  |              |

|  | Aglaophyton  |
|  |              |
|  | Tracheophyta |
|  |              |

|  | Tortilicaulis                                         |
|  |                                                       |
|  | \| \| Caia \| \| \| \| \| \| Horneophyton \| \| \| \| |
|  |                                                       |
|  | Caia                                                  |
|  |                                                       |
|  | Horneophyton                                          |
|  |                                                       |

|  | Caia         |
|  |              |
|  | Horneophyton |
|  |              |